# Liste des chapitres de Claymore
Cet article présente la liste des volumes et des chapitres du manga Claymore.

## Volumes reliés

### Tomes 1 à 10
| no | Japonais          | Japonais      | Français         | Français          |
| no | Date de sortie    | ISBN          | Date de sortie   | ISBN              |
| --- | ----------------- | ------------- | ---------------- | ----------------- |
| 1 | 5 janvier 2002    | 4-08-873220-0 | 22 novembre 2006 | 978-2-7234-5636-4 |
| Couverture : Claire Titre du volume : La tueuse aux yeux d’argent (銀眼の斬殺者, Gingan no Zansatsusha)Liste des chapitres : - Scène 1 : La tueuse aux yeux d'argent (銀眼の惨殺者, Gingan no Zansatsusha) - Scène 2 : Les ongles du ciel (天空の爪, Tenkū no Tsume) - Scène 3 : Les souvenirs d'une sorcière (魔女の記憶, Majo no Kioku) - Scène 4 : Le livret noir (黒の書, Kuro no Sho) |                   |               |                  |                   |
| 2 | 1er mai 2002      | 4-08-873266-9 | 21 février 2007  | 978-2-7234-5754-5 |
| Couverture : Claire Titre du volume : Les ténèbres de la Terre Sainte (まほろばの闇, Mahoroba no Yami)Liste des chapitres : - Scène 5 : Les ténèbres de la Terre Sainte I (まほろばの闇 I, Mahoroba no Yami I) - Scène 6 : Les ténèbres de la Terre Sainte II (まほろばの闇 II, Mahoroba no Yami II) - Scène 7 : Les ténèbres de la Terre Sainte III (まほろばの闇 III, Mahoroba no Yami III) - Scène 8 : Les ténèbres de la Terre Sainte IV (まほろばの闇 IV, Mahoroba no Yami IV) - Scène 9 : Les ténèbres de la Terre Sainte V (まほろばの闇 V, Mahoroba no Yami V)                                                   |                   |               |                  |                   |
| 3 | 1er novembre 2002 | 4-08-873343-6 | 11 avril 2007    | 978-2-7234-5755-2 |
| Couverture : Thérèse Titre du volume : Thérèse la souriante (微笑のテレサ, Bishō no Teresa)Liste des chapitres : - Scène 10 : Les ténèbres de la Terre Sainte VI (まほろばの闇 VI, Mahoroba no Yami VI) - Scène 11 : Les ténèbres de la Terre Sainte VII (まほろばの闇 VII, Mahoroba no Yami VII) - Scène 12 : Thérèse la souriante I (微笑のテレサ I, Bishō no Teresa I) - Scène 13 : Thérèse la souriante II (微笑のテレサ II, Bishō no Teresa II) - Scène 14 : Thérèse la souriante III (微笑のテレサ III, Bishō no Teresa III) - Scène 15 : Thérèse la souriante IV (微笑のテレサ IV, Bishō no Teresa IV)            |                   |               |                  |                   |
| 4 | 1er mai 2003      | 4-08-873426-2 | 14 juin 2007     | 978-2-7234-5756-9 |
| Couverture : Thérèse et Claire Titre du volume : Le stigmate de la mort (死者の烙印, Shisha no Rakuin)Liste des chapitres : - Scène 16 : Thérèse la souriante V (微笑のテレサ V, Bishō no Teresa V) - Scène 17 : Thérèse la souriante VI (微笑のテレサ VI, Bishō no Teresa VI) - Scène 18 : Le stigmate de la mort I (死者の烙印 I, Shisha no Rakuin I) - Scène 19 : Le stigmate de la mort II (死者の烙印 II, Shisha no Rakuin II) - Scène 20 : Le stigmate de la mort III (死者の烙印 III, Shisha no Rakuin III) - Scène 21 : Le stigmate de la mort IV (死者の烙印 IV, Shisha no Rakuin IV)                           |                   |               |                  |                   |
| 5 | 4 novembre 2003   | 4-08-873529-3 | 8 août 2007      | 978-2-7234-5758-3 |
| Couverture : Thérèse Titre du volume : Histoire de guerrières (斬り裂く者たち, Kirisakumono-tachi)Liste des chapitres : - Scène 22 : Le stigmate de la mort V (死者の烙印 V, Shisha no Rakuin V) - Scène 23 : Le stigmate de la mort VI (死者の烙印 VI, Shisha no Rakuin VI) - Scène 24 : Le stigmate de la mort VII (死者の烙印 VII, Shisha no Rakuin VII) - Scène 25 : Histoire de guerrières I (斬り裂く者たち I, Kirisakumono-tachi I) - Scène 26 : Histoire de guerrières II (斬り裂く者たち II, Kirisakumono-tachi II) - Scène 27 : Histoire de guerrières III (斬り裂く者たち III, Kirisakumono-tachi III)        |                   |               |                  |                   |
| 6 | 30 avril 2004     | 4-08-873603-6 | 31 octobre 2007  | 978-2-7234-5759-0 |
| Couverture : Claire et un exalté Titre du volume : La chasse interminable (果てなき墓標, Hate-naki Bohyō)Liste des chapitres : - Scène 28 : Histoire de guerrières IV (斬り裂く者たち IV, Kirisakumono-tachi IV) - Scène 29 : Histoire de guerrières V (斬り裂く者たち V, Kirisakumono-tachi V) - Scène 30 : Histoire de guerrières VI (斬り裂く者たち VI, Kirisakumono-tachi VI) - Scène 31 : La chasse interminable I (果てなき墓標 I, Hate-naki Bohyō I) - Scène 32 : La chasse interminable II (果てなき墓標 II, Hate-naki Bohyō II) - Scène 33 : La chasse interminable III (果てなき墓標 III, Hate-naki Bohyō III) |                   |               |                  |                   |
| 7 | 4 novembre 2004   | 4-08-873675-3 | 26 mars 2008     | 978-2-7234-6138-2 |
| Couverture : Claire Titre du volume : Les qualifications des guerrières (闘う資格, Tatakau Shikaku)Liste des chapitres : - Scène 34 : La chasse interminable IV (果てなき墓標 IV, Hate-naki Bohyō IV) - Scène 35 : La chasse interminable V (果てなき墓標 V, Hate-naki Bohyō V) - Scène 36 : La chasse interminable VI (果てなき墓標 VI, Hate-naki Bohyō VI) - Scène 37 : Les qualifications des guerrières I (闘う資格 I, Tatakau Shikaku I) - Scène 38 : Les qualifications des guerrières II (闘う資格 II, Tatakau Shikaku II) - Scène 39 : Les qualifications des guerrières III (闘う資格 III, Tatakau Shikaku III) |                   |               |                  |                   |
| 8 | 28 avril 2005     | 4-08-873814-4 | 4 juin 2008      | 978-2-7234-6334-8 |
| Couverture : Claire et Ophélie Titre du volume : L'antre de la sorcière (魔女の顎門, Majo no Agito)Liste des chapitres : - Scène 40 : Les qualifications des guerrières IV (闘う資格 IV, Tatakau Shikaku IV) - Scène 41 : L'antre de la sorcière I (魔女の顎門 I, Majo no Agito I) - Scène 42 : L'antre de la sorcière II (魔女の顎門 II, Majo no Agito II) - Scène 43 : L'antre de la sorcière III (魔女の顎門 III, Majo no Agito III) - Scène 44 : L'antre de la sorcière IV (魔女の顎門 IV, Majo no Agito IV) - Scène 45 : L'antre de la sorcière V (魔女の顎門 V, Majo no Agito V)                                   |                   |               |                  |                   |
| 9 | 4 novembre 2005   | 4-08-873878-0 | 27 août 2008     | 978-2-7234-6444-4 |
| Couverture : Claire et Galatée Titre du volume : Le gouffre de l'enfer (深き淵の煉獄, Fukaki Fuchi no Rengoku)Liste des chapitres : - Scène 46 : Le gouffre de l'enfer I (深き淵の煉獄 I, Fukaki Fuchi no Rengoku I) - Scène 47 : Le gouffre de l'enfer II (深き淵の煉獄 II, Fukaki Fuchi no Rengoku II) - Scène 48 : Le gouffre de l'enfer III (深き淵の煉獄 III, Fukaki Fuchi no Rengoku III) - Scène 49 : Le gouffre de l'enfer IV (深き淵の煉獄 IV, Fukaki Fuchi no Rengoku IV) - Scène 50 : La guerre nordique I (北の戦乱 I, Kita no Senran I) - Scène 51 : La guerre nordique II (北の戦乱 II, Kita no Senran II) |                   |               |                  |                   |
| 10 | 2 mai 2006        | 4-08-874103-X | 8 octobre 2008   | 978-2-7234-6451-2 |
| Couverture : Claire Titre du volume : La guerre nordique (北の戦乱, Kita no Senran)Liste des chapitres : - Scène 52 : La guerre nordique III (北の戦乱 III, Kita no Senran III) - Scène 53 : La guerre nordique IV (北の戦乱 IV, Kita no Senran IV) - Scène 54 : La guerre nordique V (北の戦乱 V, Kita no Senran V) - Scène 55 : La guerre nordique VI (北の戦乱 VI, Kita no Senran VI) - Scène 56 : La guerre nordique VII (北の戦乱 VII, Kita no Senran VII) - Scène 57 : L'invasion de Pieta I (ピエタ侵攻 I, Pieta Shinkō I)                                                                                        |                   |               |                  |                   |

### Tomes 11 à 20
| no | Japonais        | Japonais          | Français        | Français          |
| no | Date de sortie  | ISBN              | Date de sortie  | ISBN              |
| --- | --------------- | ----------------- | --------------- | ----------------- |
| 11 | 2 novembre 2006 | 4-08-874281-8     | 3 décembre 2008 | 978-2-7234-6452-9 |
| Couverture : Claire et Rigald Titre du volume : La lignée du paradis (楽園の血族, Rakuen no Ketsuzoku)Liste des chapitres : - Scène 58 : L'invasion de Pieta II (ピエタ侵攻 II, Pieta Shinkō II) - Scène 59 : L'invasion de Pieta III (ピエタ侵攻 III, Pieta Shinkō III) - Scène 60 : L'invasion de Pieta IV (ピエタ侵攻 IV, Pieta Shinkō IV) - Scène 61 : L'invasion de Pieta V (ピエタ侵攻 V, Pieta Shinkō V) - Scène 62 : La lignée du paradis I (楽園の血族 I, Rakuen no Ketsuzoku I) - Scène 63 : La lignée du paradis II (楽園の血族 II, Rakuen no Ketsuzoku II)                                                     |                 |                   |                 |                   |
| 12 | 4 avril 2007    | 978-4-08-874348-6 | 10 février 2009 | 978-2-7234-6628-8 |
| Couverture : Claire Titre du volume : Héritières des âmes (魂と共に, Tamashii to Tomo ni)Liste des chapitres : - Scène 64 : La lignée du paradis III (楽園の血族 III, Rakuen no Ketsuzoku III) - Scène 65 : Héritières des âmes I (魂と共に I, Tamashii to Tomo ni I) - Scène 66 : Héritières des âmes II (魂と共に II, Tamashii to Tomo ni II) - Scène 67 : Héritières des âmes III (魂と共に III, Tamashii to Tomo ni III) - Scène 68 : Les Qualifiées I (抗しうる者 I, Kōshi-urumono I) - Scène 69 : Les Qualifiées II (抗しうる者 II, Kōshi-urumono II)                                                                |                 |                   |                 |                   |
| 13 | 4 octobre 2007  | 978-4-08-874430-8 | 8 avril 2009    | 978-2-7234-6629-5 |
| Couverture : Claire et une Claymore Titre du volume : Les Qualifiées (抗しう者, Kōshi-urumono)Liste des chapitres : - Scène 70 : Les Qualifiées III (抗しうる者 III, Kōshi-urumono III) - Scène 71 : Les Qualifiées IV (抗しうる者 IV, Kōshi-urumono IV) - Scène 72 : Les Qualifiées V (抗しうる者 V, Kōshi-urumono V) - Scène 73 : L'assassine infantile I (幼き凶刃 I, Osanaki Kyōjin I) - Scène Extra 1 : L'honneur des guerrières (戦士の矜持, Senshi no Kyōji) - Scène Extra 2 : La chimère et la guerrière maléfique (幻影と凶戦士, Gen'ei to Kyō Senshi)                                                            |                 |                   |                 |                   |
| 14 | 2 mai 2008      | 978-4-08-874516-9 | 9 juin 2009     | 978-2-7234-6990-6 |
| Couverture : Miata et Clarice Titre du volume : L'assassine infantile (幼き凶刃, Osanaki Kyōjin)Liste des chapitres : - Scène 74 : L'assassine infantile II (幼き凶刃 II, Osanaki Kyōjin II) - Scène 75 : L'assassine infantile III (幼き凶刃 III, Osanaki Kyōjin III) - Scène 76 : L'assassine infantile IV (幼き凶刃 IV, Osanaki Kyōjin IV) - Scène 77 : L'assassine infantile V (幼き凶刃 V, Osanaki Kyōjin V) - Scène Extra 3 : Rencontre au Nord (北の邂逅, Kita no Kaikō) - Scène Extra 4 : La démonstration (錆なき覚悟, Sabinaki Kakugo)                                                                           |                 |                   |                 |                   |
| 15 | 4 décembre 2008 | 978-4-08-874597-8 | 26 août 2009    | 978-2-7234-7193-0 |
| Couverture : Claire Titre du volume : Les sources du conflit (戦いの履歴, Tatakai no Rireki)Liste des chapitres : - Scène 78 : Les sources du conflit I (戦いの履歴 I, Tatakai no Rireki I) - Scène 79 : Les sources du conflit II (戦いの履歴 II, Tatakai no Rireki II) - Scène 80 : Les sources du conflit III (戦いの履歴 III, Tatakai no Rireki III) - Scène 81 : Les sources du conflit IV (戦いの履歴 IV, Tatakai no Rireki IV) - Scène 82 : Les sources du conflit V (戦いの履歴 V, Tatakai no Rireki V) - Scène 83 : Les sanglots de la terre I (大地の鬼哭 I, Daichi no Kikoku I)                                 |                 |                   |                 |                   |
| 16 | 1er mai 2009    | 978-4-08-874668-5 | 21 octobre 2009 | 978-2-7234-7225-8 |
| Couverture : Hélène et Denève Titre du volume : Les sanglots de la terre (大地の鬼哭, Daichi no Kikoku)Liste des chapitres : - Scène 84 : Les sanglots de la terre II (大地の鬼哭 II, Daichi no Kikoku II) - Scène 85 : Les sanglots de la terre III (大地の鬼哭 III, Daichi no Kikoku III) - Scène 86 : Les sanglots de la terre IV (大地の鬼哭 IV, Daichi no Kikoku IV) - Scène 87 : Les sanglots de la terre V (大地の鬼哭 V, Daichi no Kikoku V) - Scène 88 : Les sanglots de la terre VI (大地の鬼哭 VI, Daichi no Kikoku VI) - Scène 89 : Les sanglots de la terre VII (大地の鬼哭 VII, Daichi no Kikoku VII)        |                 |                   |                 |                   |
| 17 | 4 novembre 2009 | 978-4-08-874742-2 | 20 avril 2011   | 978-2-7234-7879-3 |
| Couverture : Claire Titre du volume : Les griffes du souvenir (記憶の爪牙, Kioku no Sōga)Liste des chapitres : - Scène 90 : Les griffes du souvenir I (記憶の爪牙 I, Kioku no Sōga I) - Scène 91 : Les griffes du souvenir II (記憶の爪牙 II, Kioku no Sōga II) - Scène 92 : Les griffes du souvenir III (記憶の爪牙 III, Kioku no Sōga III) - Scène 93 : Les griffes du souvenir IV (記憶の爪牙 IV, Kioku no Sōga IV) - Scène 94 : Les griffes du souvenir V (記憶の爪牙 V, Kioku no Sōga V) - Scène 95 : Les griffes du souvenir VI (記憶の爪牙 VI, Kioku no Sōga VI)                                                    |                 |                   |                 |                   |
| 18 | 2 juillet 2010  | 978-4-08-870038-0 | 29 juin 2011    | 978-2-7234-8263-9 |
| Couverture : Riful et Duff Titre du volume : Lautrec à feu et à sang (ﾛｰﾄﾚｸの灰燼, Rōtoreku no Kaijin)Liste des chapitres : - Scène 96 : Lautrec à feu et à sang I (ﾛｰﾄﾚｸの灰燼 I, Rōtoreku no Kaijin I) - Scène 97 : Lautrec à feu et à sang II (ﾛｰﾄﾚｸの灰燼 II, Rōtoreku no Kaijin II) - Scène 98 : Lautrec à feu et à sang III (ﾛｰﾄﾚｸの灰燼 III, Rōtoreku no Kaijin III) - Scène 99 : Lautrec à feu et à sang IV (ﾛｰﾄﾚｸの灰燼 IV, Rōtoreku no Kaijin IV) - Scène 100 : Lautrec à feu et à sang V (ﾛｰﾄﾚｸの灰燼 V, Rōtoreku no Kaijin V) - Scène 101 : Lautrec à feu et à sang VI (ﾛｰﾄﾚｸの灰燼 VI, Rōtoreku no Kaijin VI) |                 |                   |                 |                   |
| 19 | 3 décembre 2010 | 978-4-08-870134-9 | 5 octobre 2011  | 978-2-7234-8264-6 |
| Couverture : Priscilla Titre du volume : Éternelle chimère (幻影を胸に, Gen'ei o Mune ni)Liste des chapitres : - Scène 102 : Lautrec à feu et à sang VII (ﾛｰﾄﾚｸの灰燼 VII, Rōtoreku no Kaijin VII) - Scène 103 : Lautrec à feu et à sang VIII (ﾛｰﾄﾚｸの灰燼 VIII, Rōtoreku no Kaijin VIII) - Scène 104 : Lautrec à feu et à sang IX (ﾛｰﾄﾚｸの灰燼 IX, Rōtoreku no Kaijin IX) - Scène 105 : Lautrec à feu et à sang X (ﾛｰﾄﾚｸの灰燼 X, Rōtoreku no Kaijin X) - Scène 106 : Éternelle chimère I (幻影を胸に I, Gen'ei o Mune ni I) - Scène 107 : Éternelle chimère II (幻影を胸に II, Gen'ei o Mune ni II)                      |                 |                   |                 |                   |
| 20 | 3 juin 2011     | 978-4-08-870241-4 | 4 juillet 2012  | 978-2-7234-9001-6 |
| Couverture : Anastasia et son équipe Titre du volume : Les griffes démoniaques (魔爪の残滓, Masō no Zanshi)Liste des chapitres : - Scène 108 : Éternelle chimère III (幻影を胸に III, Gen'ei o Mune ni III) - Scène 109 : Éternelle chimère IV (幻影を胸に IV, Gen'ei o Mune ni IV) - Scène 110 : Les griffes démoniaques I (魔爪の残滓 I, Masō no Zanshi I) - Scène 111 : Les griffes démoniaques II (魔爪の残滓 II, Masō no Zanshi II) - Scène 112 : Les griffes démoniaques III (魔爪の残滓 III, Masō no Zanshi III) - Scène 113 : Les griffes démoniaques IV (魔爪の残滓 IV, Masō no Zanshi IV)                        |                 |                   |                 |                   |

### Tomes 21 à 27
| no | Japonais        | Japonais          | Français         | Français          |
| no | Date de sortie  | ISBN              | Date de sortie   | ISBN              |
| --- | --------------- | ----------------- | ---------------- | ----------------- |
| 21 | 2 décembre 2011 | 978-4-08-870347-3 | 5 septembre 2012 | 978-2-7234-9002-3 |
| Couverture : Miria et deux Claymores Titre du volume : Les sorcières d'outre-tombe (魔女の屍, Majo no Shikabane)Liste des chapitres : - Scène 114 : Les sorcières d'outre-tombe I (魔女の屍 I, Majo no Shikabane I) - Scène 115 : Les sorcières d'outre-tombe II (魔女の屍 II, Majo no Shikabane II) - Scène 116 : Les sorcières d'outre-tombe III (魔女の屍 III, Majo no Shikabane III) - Scène 117 : Les sorcières d'outre-tombe IV (魔女の屍 IV, Majo no Shikabane IV) - Scène 118 : Les sorcières d'outre-tombe V (魔女の屍 V, Majo no Shikabane V) - Scène 119 : Les sorcières d'outre-tombe VI (魔女の屍 VI, Majo no Shikabane VI) |                 |                   |                  |                   |
| 22 | 4 juin 2012     | 978-4-08-870434-0 | 3 janvier 2013   | 978-2-7234-9320-8 |
| Couverture : Cassandre Titre du volume : Les crocs des abyssaux (深淵の爪と牙, Shinen no Tsume to Kiba)Liste des chapitres : - Scène 120 : Les crocs des abyssaux I (深淵の爪と牙 I, Shinen no Tsume to Kiba I) - Scène 121 : Les crocs des abyssaux II (深淵の爪と牙 II, Shinen no Tsume to Kiba II) - Scène 122 : Les crocs des abyssaux III (深淵の爪と牙 III, Shinen no Tsume to Kiba III) - Scène 123 : Les crocs des abyssaux IV (深淵の爪と牙 IV, Shinen no Tsume to Kiba IV) - Scène 124 : Les crocs des abyssaux V (深淵の爪と牙 V, Shinen no Tsume to Kiba V) - Scène 125 : Les crocs des abyssaux VI (深淵の爪と牙 VI, Shinen no Tsume to Kiba VI) |                 |                   |                  |                   |
| 23 | 4 décembre 2012 | 978-4-08-870557-6 | 3 juillet 2013   | 978-2-7234-9592-9 |
| Couverture : Miria Titre du volume : Le sceau des guerrières (戦士の刻印, Senshi no kokuin)Liste des chapitres : - Scène 126 : Les crocs des abyssaux VII (深淵の爪と牙 VII, Shinen no Tsume to Kiba VII) - Scène 127 : Les crocs des abyssaux VIII (深淵の爪と牙 VIII, Shinen no Tsume to Kiba VIII) - Scène 128 : Le sceau des guerrières I (戦士の刻印 I, Senshi no Kokuin I) - Scène 129 : Le sceau des guerrières II (戦士の刻印 II, Senshi no Kokuin II) - Scène 130 : Le sceau des guerrières III (戦士の刻印 III, Senshi no Kokuin III) - Scène 131 : Le sceau des guerrières IV (戦士の刻印 IV, Senshi no Kokuin IV) |                 |                   |                  |                   |
| 24 | 4 juin 2013     | 978-4-08-870688-7 | 2 juillet 2014   | 978-2-344-00057-1 |
| Couverture : Claire Titre du volume : Les forces de l'enfer (冥府の軍勢, Meifu no Gunzei)Liste des chapitres : - Scène 132 : Le sceau des guerrières V (戦士の刻印 V, Senshi no Kokuin V) - Scène 133 : Les forces de l'enfer I (冥府の軍勢 I, Meifu no Gunzei I) - Scène 134 : Les forces de l'enfer II (冥府の軍勢 II, Meifu no Gunzei II) - Scène 135 : Les forces de l'enfer III (冥府の軍勢 III, Meifu no Gunzei III) - Scène 136 : Les forces de l'enfer IV (冥府の軍勢 IV, Meifu no Gunzei IV) - Scène 137 : Les forces de l'enfer V (冥府の軍勢 V, Meifu no Gunzei V) |                 |                   |                  |                   |
| 25 | 4 décembre 2013 | 978-4-08-870858-4 | 18 février 2015  | 978-2-344-00489-0 |
| Couverture : Clarice et Galatée Titre du volume : L'épée de l'abîme (やみわだの剣, Yamiwada no Tsurugi)Liste des chapitres : - Scène 138 : Les forces de l'enfer VI (冥府の軍勢 VI, Meifu no Gunzei VI) - Scène 139 : L'épée de l'abîme I (やみわだの剣 I, Yamiwada no Tsurugi I) - Scène 140 : L'épée de l'abîme II (やみわだの剣 II, Yamiwada no Tsurugi II) - Scène 141 : L'épée de l'abîme III (やみわだの剣 III, Yamiwada no Tsurugi III) - Scène 142 : L'épée de l'abîme IV (やみわだの剣 IV, Yamiwada no Tsurugi IV) - Scène 143 : L'épée de l'abîme V (やみわだの剣 V, Yamiwada no Tsurugi V) |                 |                   |                  |                   |
| 26 | 4 juin 2014     | 978-4-08-880076-9 | 1er juillet 2015 | 978-2-344-00829-4 |
| Couverture : Claire et Priscilla Titre du volume : La lame funèbre (彼方からの刃, Kanata kara no Yaiba)Liste des chapitres : - Scène 144 : La lame funèbre I (彼方からの刃 I, Kanata kara no Yaiba I) - Scène 145 : La lame funèbre II (彼方からの刃 II, Kanata kara no Yaiba II) - Scène 146 : La lame funèbre III (彼方からの刃 III, Kanata kara no Yaiba III) - Scène 147 : La lame funèbre IV (彼方からの刃 IV, Kanata kara no Yaiba IV) - Scène 148 : La lame funèbre V (彼方からの刃 V, Kanata kara no Yaiba V) - Scène 149 : La lame funèbre VI (彼方からの刃 VI, Kanata kara no Yaiba VI) |                 |                   |                  |                   |
| 27 | 4 décembre 2014 | 978-4-08-880228-2 | 14 octobre 2015  | 978-2-344-00869-0 |
| Couverture : Claire et Teresa Titre du volume : Les Guerrières aux Yeux d'Argent (銀眼の戦士たち, Gingan no Senshi-tachi)Liste des chapitres : - Scène 150 : Les guerrières aux yeux d'argent I (銀眼の戦士たち I, Gingan no Senshi-tachi I) - Scène 151 : Les guerrières aux yeux d'argent II (銀眼の戦士たち II, Gingan no Senshi-tachi II) - Scène 152 : Les guerrières aux yeux d'argent III (銀眼の戦士たち III, Gingan no Senshi-tachi III) - Scène 153 : Les guerrières aux yeux d'argent IV (銀眼の戦士たち IV, Gingan no Senshi-tachi IV) - Scène 154 : Les guerrières aux yeux d'argent V (銀眼の戦士たち V, Gingan no Senshi-tachi V) - Scène finale : Les guerrières aux yeux d'argent VI (銀眼の戦士たち VI, Gingan no Senshi-tachi VI) - Scène Extra 5 : 戦士黎明編 (Senshi reimei-hen) |                 |                   |                  |                   |

### Jump Comics
1. 1 2  Tome 1
2. 1 2  Tome 2
3. 1 2  Tome 3
4. 1 2  Tome 4
5. 1 2  Tome 5
6. 1 2  Tome 6
7. 1 2  Tome 7
8. 1 2  Tome 8
9. 1 2  Tome 9
10. 1 2  Tome 10
11. 1 2  Tome 11
12. 1 2  Tome 12
13. 1 2  Tome 13
14. 1 2  Tome 14
15. 1 2  Tome 15
16. 1 2  Tome 16
17. 1 2  Tome 17
18. 1 2  Tome 18
19. 1 2  Tome 19
20. 1 2  Tome 20
21. 1 2  Tome 21
22. 1 2  Tome 22
23. 1 2  Tome 23
24. 1 2  Tome 24
25. 1 2  Tome 25
26. 1 2  Tome 26
27. 1 2  Tome 27

### Glénat Manga
1. 1 2  Tome 1
2. 1 2  Tome 2
3. 1 2  Tome 3
4. 1 2  Tome 4
5. 1 2  Tome 5
6. 1 2  Tome 6
7. 1 2  Tome 7
8. 1 2  Tome 8
9. 1 2  Tome 9
10. 1 2  Tome 10
11. 1 2  Tome 11
12. 1 2  Tome 12
13. 1 2  Tome 13
14. 1 2  Tome 14
15. 1 2  Tome 15
16. 1 2  Tome 16
17. 1 2  Tome 17
18. 1 2  Tome 18
19. 1 2  Tome 19
20. 1 2  Tome 20
21. 1 2  Tome 21
22. 1 2  Tome 22
23. 1 2  Tome 23
24. 1 2  Tome 24
25. 1 2  Tome 25
26. 1 2  Tome 26
27. 1 2  Tome 27